# 利曼湖 (克里米亞半島)

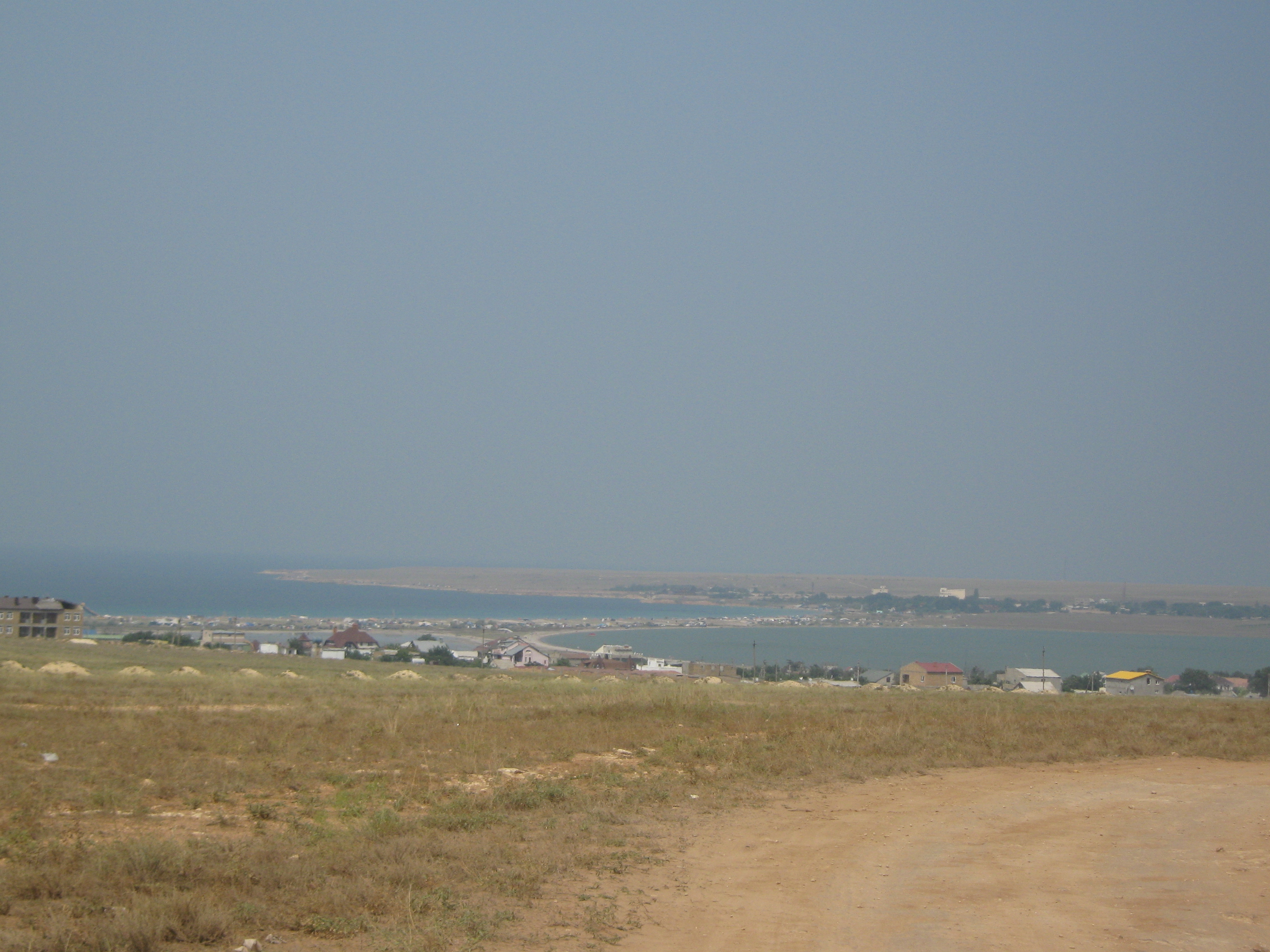

利曼湖（烏克蘭語：Лиман），是烏克蘭的湖泊，位於該國克里米亞半島，長1.6公里、寬1.6公里，面積1.36平方公里，海拔高度0.4米，平均水深1米，最大水深2米，該地區每年降雨量少於350毫米。